# Миклош, Иван
Иван Миклош (словац. Ivan Mikloš; 2 июня 1960, Свидник, Словакия, Чехословацкая республика) — словацкий политик, заместитель премьер-министра и министр экономики в 1998–2002 годах, заместитель премьер-министра и министр финансов в 2002–2006 годах, с 2010 по 2012 был заместителем премьер-министра и министром финансов в правительстве Иветы Радичевой.

## Биография
Иван родом из Лемковщины и имеет русинское происхождение.
В 1979–1983 годах он изучал экономику в Экономическом университете в Братиславе. После обучения с 1983 по 1987, он был ассистентом, а затем старшим ассистентом (1987–1990) в Экономическом университете в Братиславе. В 1990 году он стал советником вице-премьера по экономическим реформам. С 1990 по 1991 год он был директором Департамента экономической и социальной политики в канцелярии премьер-министра.
С 6 мая по 24 июня 1991, Иван Миклош занимал должность министра приватизации в кабинете премьер-министра Словацкой республики Яна Чарногурского. После 1992 года несколько лет был вне политики. С 1992 по 1998 год он был директором экономического мозгового центра "M. E. S. A 10". В 1993 году он учился в Лондонской школе экономики в Великобритании. В 1994–1998 преподавал в Трнавском университете в г. Трнава.
С 1993 по 2000 он был членом Демократической партии ("Demokratická strana"). Эта партия пошла на выборы в сентябре 1998 года в рамках Словацкой демократической коалиции с четырьмя другими, в результате получив власть. 30 октября 1998 Иван Миклош был назначен заместителем премьер-министра и министра экономики в кабинете нового премьер-министра Микулаша Дзуринды и работал в течение полного четырехлетнего срока.
В 2001 году он присоединился к созданному Словацкому демократическому и христианскому союзу ("SDKU"). В ноябре 2002 года он был избран ее вице-председателем по вопросам экономики и образования. На выборах в 2002 году партия получила второе место, но все-таки создала еще одно коалиционное правительство. С 15 октября 2002 Иван Миклош занимал должность заместителя премьер-министра и министра финансов во втором кабинете Микулаша Дзуринды, работая в течение всего срока, то есть до 4 июля 2006. В 2004 году был признан журналом Euromoney министром финансов года.
В результате парламентских выборов 2006 года Иван Миклош снова попал в Национальный совет от "SDKU-DS". Работал в комитете по вопросам финансов, бюджета и валюты. В 2010 году он был переизбран. 9 июля 2010 назначен заместителем премьер-министра и министром финансов в правительстве Иветы Радичевой. В 2012 году в очередной раз стал членом парламента.
С апреля 2016 руководитель группы советников премьер-министра Украины.
В 2016 награждён Международной Леонтьевской медалью за выдающиеся заслуги в реформировании экономики Словакии, консультировании по вопросам экономических реформ в других странах, экономических исследованиях и экономическом образовании.